# Hans von Gontard
Hans Albrecht von Gontard (* 28. Januar 1861 in Wesel; † 20. Juni 1931 auf dem Gut Großwudicke bei Rathenow) war ein preußischer Generalleutnant.
Der Militär war der Sohn des Gutsbesitzers und königlich preußischen Oberst Otto von Gontard (1819–1895) und der Elisabeth von de Haas (1823–1889). Sein Urgroßvater war der Architekt und preußische Baubeamte Carl von Gontard.
Gontard selbst war ab 1904 zunächst Flügeladjutant Kaiser Wilhelms II. und später dessen diensttuender General à la suite. Als solcher wurde Gontard am 17. Februar 1914 zum Generalleutnant befördert. Während des Ersten Weltkriegs stieg er zum diensttuenden Generaladjutanten auf und bekleidete auch das Amt des Hausmarschalls.
Nach der Abdankung des Monarchen folgte Gontard ihm in das Exil nach Doorn und wirkte als Hofmarschall.
Er blieb unvermählt, das Gut des Vaters betreute sein Bruder Paul von Gontard.

## Sekundärliteratur
- Sigurd von Ilsemann, Harald von Koenigswald: Der Kaiser in Holland. Aufzeichnungen des letzten Flügeladjutanten, Band 1, Amerongen und Doorn, 1918–1923, Biederstein Verlag, München 1967, S. 324 f.
- Henry Neumüller: Ritterorden St. Stanislaus (Russland), Teil 3: Ausländische Ordensritter, BoD, Norderstedt 2021, S. 209. ISBN 978-3-7557-3758-2.